# Мужская волейбольная Евролига 2005
2-й розыгрыш мужской волейбольной Евролиги — международного турнира по волейболу среди мужских национальных сборных стран-членов ЕКВ — прошёл с 3 июня по 24 июля 2005 года в 19 городах 8 стран с участием 8 команд. Финальный этап был проведён в Казани (Россия). Победителем турнира стала сборная России.

## Команды-участницы
Германия, Испания, Россия, Словакия, Турция, Финляндия, Чехия, Эстония. 

## Система проведения розыгрыша
Соревнования состояли из предварительного и финального этапов. На предварительном этапе 8 команд-участниц были разбиты на две группы. В группах команды играли с разъездами в два круга спаренными матчами. По две лучшие команды из групп вышли в финальный этап и по системе плей-офф разыграли призовые места. 

## Предварительный этап

### Группа 1
| М | Команда   | 1               | 2               | 3               | 4               | И  | В  | П  | С/П   | О  |
| - | --------- | --------------- | --------------- | --------------- | --------------- | -- | -- | -- | ----- | -- |
| 1 | Россия    |                 | 3:1 3:0         | 3:0 3:1 3:1 1:3 | 3:2 3:2 3:0 3:0 | 12 | 11 | 1  | 34:11 | 23 |
| 2 | Финляндия | 1:3 0:3         |                 | 0:3 3:2 3:0 3:1 | 3:0 3:1 2:3 3:1 | 12 | 6  | 6  | 22:23 | 18 |
| 3 | Германия  | 0:3 1:3 1:3 3:1 | 3:0 2:3 0:3 1:3 |                 | 3:0 3:1 3:0 1:3 | 12 | 5  | 7  | 21:23 | 17 |
| 4 | Эстония   | 2:3 2:3 0:3 0:3 | 0:3 1:3 3:2 1:3 | 0:3 1:3 0:3 3:1 |                 | 12 | 2  | 10 | 13:33 | 14 |

3—4 июня.  Фридрихсхафен.
Германия — Финляндия 3:0 (25:21, 25:16, 25:14); 2:3 (25:19, 23:25, 21:25, 25:19, 14:16).
4—5 июня.  Таллин.
Эстония — Россия 2:3 (26:24, 20:25, 25:20, 22:25, 11:15); 2:3 (25:21, 21:25, 27:25, 16:25, 10:15).
10—11 июня.  Дюрен.
Германия — Эстония 3:0 (25:21, 27:25, 25:12); 3:1 (25:19, 25:27, 27:25, 25:12).
11—12 июня.  Сейняйоки.
Финляндия — Россия 1:3 (20:25, 25:19, 22:25, 23:25); 0:3 (22:25, 21:25, 19:25).
18—19 июня.  Сало.
Финляндия — Эстония 3:0 (25:22, 25:23, 25:23); 3:1 (25:19, 25:18, 26:28, 25:20).
18—19 июня.  Москва.
Россия — Германия 3:0 (25:22, 25:23, 25:21); 3:1 (18:25, 25:21, 25:20, 25:22).
25—26 июня.  Москва.
Россия — Финляндия 3:1 (25:18, 25:16, 22:25, 25:21); 3:0 (25:23, 25:21, 25:21).
25—26 июня.  Раквере.
Эстония — Германия 0:3 (21:25, 23:25, 24:26); 3:1 (21:25, 25:20, 25:22, 27:25).
2—3 июля.  Раквере.
Эстония — Финляндия 3:2 (20:25, 25:23, 25:16, 28:30, 16:14); 1:3 (21:25, 25:23, 15:25, 17:25).
2—3 июля.  Фридрихсхафен.
Германия — Россия 1:3 (24:26, 25:27, 25:20, 23:25); 3:1 (28:26, 25:19, 20:25, 25:23).
8—9 июля.  Оулу.
Финляндия — Германия 3:0 (25:18, 25:19, 26:24); 3:1 (22:25, 25:23, 25:20, 25:17).
9—10 июля.  Москва.
Россия — Эстония 3:0 (25:19, 25:17, 27:25); 3:0 (25:12, 25:18, 25:12).

### Группа 2
| М | Команда  | 1               | 2               | 3               | 4               | И  | В | П | С/П   | О  |
| - | -------- | --------------- | --------------- | --------------- | --------------- | -- | - | - | ----- | -- |
| 1 | Турция   |                 | 1:3 3:1 3:0 3:1 | 3:0 3:0 3:1 2:3 | 2:3 1:3 3:0 3:2 | 12 | 8 | 4 | 30:17 | 20 |
| 2 | Испания  | 3:1 1:3 0:3 1:3 |                 | 2:3 3:0 3:0 3:1 | 2:3 3:2 3:1 3:1 | 12 | 7 | 5 | 27:21 | 19 |
| 3 | Словакия | 0:3 0:3 1:3 3:2 | 3:2 0:3 0:3 1:3 |                 | 2:3 3:1 3:1 3:2 | 12 | 5 | 7 | 19:29 | 17 |
| 4 | Чехия    | 3:2 3:1 0:3 2:3 | 3:2 2:3 1:3 1:3 | 3:2 1:3 1:3 2:3 |                 | 12 | 4 | 8 | 22:31 | 16 |

3—4 июня.  Яблонец-над-Нисоу.
Чехия — Турция 3:2 (23:25, 26:24, 20:25, 25:19, 15:11); 3:1 (25:22, 25:21, 22:25, 25:22).
4—5 июня.  Братислава.
Словакия — Испания 3:2 (25:20, 25:19, 21:25, 21:25, 17:15); 0:3 (22:25, 21:25, 16:25).
10—11 июня.  Братислава.
Словакия — Чехия 2:3 (25:21, 24:26, 22:25, 25:22, 7:15); 3:1 (21:25, 25:18, 25:19, 25:22).
14—15 июня.  Леганес.
Испания — Турция 3:1 (25:20, 22:25, 25:21, 25:22); 1:3 (19:25, 25:18, 20:25, 27:29).
18—19 июня.  Логроньо.
Испания — Чехия 2:3 (26:28, 25:18, 25:20, 21:25, 10:15); 3:2 (23:25, 25:21, 24:26, 25:17, 17:15).
18—19 июня.  Бурса.
Турция — Словакия 3:0 (25:21, 25:21, 25:12); 3:0 (25:18, 25:13, 25:21).
24—25 июня.  Прешов.
Словакия — Турция 1:3 (22:25, 25:20, 21:25, 14:25); 3:2 (25:17, 19:25, 20:25, 25:23, 15:12).
25—26 июня.  Свитави.
Чехия — Испания 3:0 (25:23, 25:22, 25:19); 3:0 (25:24, 25:21, 25:18).
2—3 июля.  Анкара.
Турция — Испания 3:0 (25:20, 25:19, 25:23); 3:1 (25:18, 22:25, 25:20, 25:14).
2—3 июля.  Опава.
Чехия — Словакия 1:3 (19:25, 25:23, 20:25, 24:26); 2:3 (25:18, 22:25, 25:27, 25:17, 2:15).
9—10 июля.  Вильена.
Испания — Словакия 3:0 (25:20, 25:23, 25:19); 3:1 (28:26, 25:21, 21:25, 25:14).
9—10 июля.  Анкара.
Турция — Чехия 3:0 (25:19, 25:20, 25:18); 3:2 (21:25, 23:25, 37:35, 25:23, 15:10).

## Финальный этап
23—24 июля.  Казань

### Полуфинал
23 июля
Финляндия — Турция 3:1 (18:25, 28:26, 25:23, 25:23)
Россия — Испания 3:1 (25:18, 23:25, 25:12, 25:20)

### Матч за 3-е место
24 июля
Испания — Турция 3:1 (13:25, 25:22, 25:21, 25:21).

### Финал
25 июля
Россия — Финляндия 3:0 (25:17, 25:20, 25:16).

## Итоги

### Положение команд
| Россия        |
| Финляндия     |
| Испания       |
| 4. Турция     |
| 5—6. Германия |
| 5—6. Словакия |
| 7—8. Чехия    |
| 7—8. Эстония  |

### Призёры
Россия: Павел Абрамов, Сергей Баранов, Юрий Бережко, Алексей Вербов, Андрей Егорчев, Алексей Казаков, Алексей Кулешов, Сергей Макаров, Владимир Мельник, Семён Полтавский, Константин Ушаков, Тарас Хтей (в матчах предварительного этапа также играли Александр Александрович, Николай Апаликов, Михаил Бекетов, Александр Волков, Денис Игнатьев, Александр Корнеев, Павел Круглов, Константин Сиденко, Сергей Хорошев). Главный тренер — Зоран Гаич. 
  Финляндия: Теппо Хейккиля, Юни Марккула, Исмо Мойланен, Матти Ойванен, Микко-Тапио Ойванен, Симо-Пекка Олли, Матти Олликайнен, Саули Силпо, Антти Силтала, Ансси Весанен (в матчах предварительного этапа также играли Олли Аакула, Туукка Анттила, Олли Куннари, Лассепеттери Лаурила, Мика Пюрхёнен, Туомас Саммельвуо, Туомас Тихинен, Тимо Толванен, Мийка Хейккинен, Янне Хейккинен, Матти Хиетанен, Ниссе Хуттунен, Микко Эско). Главный тренер — Мауро Берруто. 
  Испания: Педро Кабрера, Гильермо Фаласка Фернандес, Висенте Фернандес, Хорди Генс, Хосе-Луис Лобато Арельяно, Хосе-Луис Мольто, Марлон Рафаэль Паларини, Ибан Перес Мансанарес, Исраэль Родригес Кальдерон, Мануэль Севильяно, Хосе-Хавьер Субиела, Хосе-Алексис Валидо Морено (в матчах предварительного этапа также играли Хулиан Гарсия Торрес, Модесто Герреро Фернандес, Карлос Карреньо, Хосе Антонио Касилья, Хуан Антонио Марин Санчес, Исмаэль де Мигель Эстебан, Хуан Хосе Сальвадор Хименес, Луис Педро Суэла, Мигель Анхель Фаласка Фернандес, Адольфо Часо Гонсалес, Гильермо Эрнан Руперес). Главный тренер — Франсиско Эрвас.

### Индивидуальные призы
MVP:  Павел Абрамов
Лучший нападающий:  Микко-Тапио Ойванен
Лучший блокирующий:  Хосе-Луис Мольто
Лучший на подаче:  Тарас Хтей
Лучший в защите:  Али Печен
Лучший связующий:  Симо-Пекка Олли